# Felluns
Felluns – miejscowość i gmina we Francji, w regionie Oksytania, w departamencie Pireneje Wschodnie.
Według danych na rok 1990 gminę zamieszkiwało 48 osób, a gęstość zaludnienia wynosiła 7 osób/km² (wśród 1545 gmin Langwedocji-Roussillon Felluns plasuje się na 852. miejscu pod względem liczby ludności, natomiast pod względem powierzchni na miejscu 911.).

## Populacja

Populacja Felluns w latach 1962–2008